# Ceneri sulla grande armata
Ceneri sulla grande armata (Popioły) è un film del 1965 diretto da Andrzej Wajda.